# Jeff Tall
 (décembre 2023).
La mise en forme du texte ne suit pas les recommandations de Wikipédia : il faut le « wikifier ».
Les points d'amélioration suivants sont les cas les plus fréquents :
- Les titres sont pré-formatés par le logiciel. Ils ne sont ni en capitales, ni en gras.
- Le texte ne doit pas être écrit en capitales (les noms de famille non plus), ni en gras, ni en italique, ni en « petit »…
- Le gras n'est utilisé que pour surligner le titre de l'article dans l'introduction, une seule fois.
- L'italique est rarement utilisé : mots en langue étrangère, titres d'œuvres, noms de bateaux, etc.
- Les citations ne sont pas en italique mais en corps de texte normal. Elles sont entourées par des guillemets français : « et ».
- Les listes à puces sont à éviter, des paragraphes rédigés étant largement préférés. Les tableaux sont à réserver à la présentation de données structurées (résultats, etc.).
- Les appels de note de bas de page (petits chiffres en exposant, introduits par l'outil «  Source ») sont à placer entre la fin de phrase et le point final[comme ça].
- Les liens internes (vers d'autres articles de Wikipédia) sont à choisir avec parcimonie. Créez des liens vers des articles approfondissant le sujet. Les termes génériques sans rapport avec le sujet sont à éviter, ainsi que les répétitions de liens vers un même terme.
- Les liens externes sont à placer uniquement dans une section « Liens externes », à la fin de l'article. Ces liens sont à choisir avec parcimonie suivant les règles définies. Si un lien sert de source à l'article, son insertion dans le texte est à faire par les notes de bas de page.
- La présentation des références doit suivre les conventions bibliographiques. Il est recommandé d'utiliser les modèles {{Ouvrage}}, {{Chapitre}}, {{Article}}, {{Lien web}} et/ou {{Bibliographie}}. Le mode d'édition visuel peut mettre en forme automatiquement les références.
- Insérer une infobox (cadre d'informations à droite) n'est pas obligatoire pour parachever la mise en page.

Pour une aide détaillée, merci de consulter Aide:Wikification.
Si vous pensez que ces points ont été résolus, vous pouvez retirer ce bandeau et améliorer la mise en forme d'un autre article.
Pour les articles homonymes, voir Tall.
Tidiani Tall, communément appelé Jeff Tall (né le 25 mai 1969), est un chef d'entreprise ouest-africain, conférencier, entrepreneur et auteur du livre Réparer l'Afrique.

## Famille et éducation
Tall est l'arrière-arrière-petit-fils de l'empereur ouest-africain Oumar Tall fils du roi  Agibu Tall. ils étaient les dirigeants de l'empire Toucouleur au XIXe siècle qui s'étendant sur une grande partie de ce qu'on appel aujourd'hui le Sénégal, la Guinée et le Mali[réf. nécessaire].
Tall a grandi à Bamako, au Mali, de sa naissance jusqu'à l'âge de sept ans, lorsque son père, Maki Tall, est devenu ambassadeur du Mali en Arabie Saoudite puis aux États-Unis, ce qui nécessita de déménager sa famille à Washington, où Tidiani étudia à l'école internationale française Rochambeau à Bethesda, Maryland à partir de 1982. Il prend goût au football américain et devient fan des Washington Redskins. Le poste d'ambassadeur a permis à Jeff Tall de rencontrer le président Jimmy Carter et d'assister à des événements à la Maison-Blanche tels que la fête de Noël annuelle de Ronald et Nancy Reagan à laquelle son père et sa famille étaient invités. De retour au Mali, Maki Tall devient directeur de la coopération internationale au ministère des Affaires étrangères (Bamako). Il a ensuite été ambassadeur du Mali en Allemagne et aux Émirats arabes unis, et est actuellement le dirigeant traditionnel de Bandiagara au Mali[réf. nécessaire].
En 1985, Tall était inscrit au Prytanée national militaire, une école de cadets à La Flèche, en France. En 1990, il a été admis à l'École polytechnique d'élite de Paris où il est resté trois ans avant d'étudier un an à l'Institut français du pétrole, toujours à Paris[réf. nécessaire].
Tall est titulaire d'une maîtrise en économie et gestion de l'Institut français du pétrole de Paris, en France, et d'une maîtrise en ingénierie et en mathématiques appliquées de l'École polytechnique dans le même pays[réf. nécessaire].

## Carrière
En 1994, Tall a été embauché pour rejoindre le programme d'analyste de la division revenu fixe de Morgan Stanley à Londres comme étant l'un des 10 diplômés à haut potentiel venant de toute l'Europe. Après 18 mois chez Morgan Stanley, animé par le désir de « contribuer à son Mali natal à travers des initiatives entrepreneuriales », il retourne au Mali pour créer et diriger une entreprise de transport routier. Timbuktu Trading & Transport (« 3T ») est devenue la première entreprise de camionnage au Mali à respecter les normes internationales en matière de sécurité et de pratiques d'emploi.
Après avoir dirigé 3T pendant trois ans, Tall a fondé une startup point-com basée à New York appelée eSpirituality. a été nommé site Yahoo du jour et a été présenté sur MSN  Il convient de noter la section interactive d'analyse des rêves organisée par le résident "Dr. Dream". Fin 2000, l’e-spiritualité est devenue une victime de la bulle Internet.
En janvier 2001, Tall a entamé une nouvelle incursion dans les services professionnels, d'abord en rejoignant Roland Berger Strategy Consultants pour travailler  en tant que consultant senior à Paris et à New York. Deux ans plus tard, il a co-fondé une société de conseil basée à New York appelée Expansion USA, qui a développé une réputation en aidant les entreprises et institutions européennes à établir et à étendre leur présence sur le marché américain. Quatre ans plus tard, il s'installe à Dubaï et crée l'agence de marketing et de communication A+ Marketing.
Tall a travaillé avec plusieurs organisations internationales telles que: ExxonMobil, Total, Shell, MasterCard, Lycos et Daimler Chrysler. En avril 2010, il rejoint Lafarge en tant que Directeur Supply Chain & Distribution pour l'Afrique Subsaharienne. Il est également membre de l'African Leadership Network  et d'Africa 2.0.
Tall est actuellement le PDG de Lidera Green Power, un producteur indépendant d'énergie renouvelable (IPP) à Madagascar,.

## Réparer l’Afrique
Réparer l'Afrique : une fois pour toutes est un livre de 2009 axé sur « l'amélioration de l'Afrique et la sortie des difficultés qui ont tourmenté le passé du continent ». Enfant du panafricanisme, le principe entoure un conglomérat de 54 pays d'Afrique actuellement représentés en 3 « super fédérations » d'ici 2030[réf. nécessaire].
Tall estime que « l'espoir de changement réside à l'intérieur et doit être dirigé par les jeunes et rendu possible par l'utilisation efficace des technologies de l'information ».

### Inspiration
L'inspiration de Tall pour Fixing Africa est venue de son désir « d'informer une nouvelle génération d'Africaines et de susciter en eux des attentes élevées pour garantir qu'avec l'ascension d'une nouvelle génération de dirigeants, les peuples africains puissent être délivrés de la pauvreté, des maladies, des guerres, de la famine, de la crise économique et de la paralysie politique » après avoir constaté que de nombreux pays africains organisais, des  célébrations du 50e anniversaire de l'indépendance de 2007 à 2010, qui vaut plusieurs millions de dollars ce qu'il considérait comme des décennies de progrès perdus et une population vivant en grande partie dans la misère et l'humiliation. Son objectif était  et une insécurité à 360 degrés.

### Messages clé
- Les 54 pays africains sont tous en difficulté. Le déni doit cesser pour que la reprise puisse commencer.
- Individuellement, les hommes et les femmes africains ont montré qu’ils pouvaient performer au niveau mondial dans n’importe quel domaine, à tout moment et en tout lieu.
- De nouvelles idées et des actions audacieuses sont nécessaires pour traduire les réalisations individuelles en progrès collectif[6].

### Points de vue alternatifs
Dambisa Moyo, auteur mais aussi économiste, discute de l'impact négatif contre-intuitif associé à l'aide africaine dans son livre Dead Aid. Il "décrit l'état actuel de la politique de développement de l'Afrique d'après-guerre et affronte sans broncher l'un des plus grands mythes de notre époque : selon lequel les milliards de dollars d'aide envoyés par les pays riches aux pays africains en développement ont contribué à réduire la pauvreté et à accroître la croissance".
Martin Meredith, journaliste et historien, présente un point de vue occidental controversé sur cinquante ans d'indépendance africaine et les nombreux échecs qui l'ont accompagnée, dans le livre Le Destin de l'Afrique : une histoire de cinquante ans d'indépendance. 

## Vie privée
Tall parcourt actuellement le monde mais partage la majorité de son temps entre Paris, en France, et Addis-Abeba, en Éthiopie[réf. nécessaire].

## Travaux
- Tidiani Tall, Fixing Africa : Once and for All, Self-published, 2009